# Калпана Чаула
Калпана Чаула (на английски: Kalpana Chawla; на панджаби: कल्‍पना चावला) (1 юли 1961 – 1 февруари 2003) e американска астронавтка, имигрантка от Индия.
Участва в 2 космически полета. Загива при катастрофата на космическата совалка „Колумбия“, мисия STS-107.

## Образование
Калпана Чаула завършва гимназията Tagore Public School в родния си град Карнал, Индия. През 1982 г. завършва университета в град Чандигарх, Пенджаб, Индия с бакалавърска степен по аерокосмическо инженерство. През 1984 г. придобива магистърска степен по същата специалност в университета на Тексас. През 1988 г. защитава втора магистратура в университета на град Боулдър, Колорадо. Калпана Чаула е лицензиран инструктор по безмоторно летене и професионален пилот на едно- и многодвигателни пътнически самолети. Тя притежава свидетелство технически клас за радиолюбители.

## Служба в НАСА
Избрана е за астронавт от НАСА на 12 декември 1994, Астронавтска група №15. След приключване на общия курс на обучение е включена в летателните графици на космическата програма Спейс шатъл.

## Полети
Калпана Чаула лети в космоса като член на екипажа на две мисии:
| Космически полети на Калпана Чаула                               | Космически полети на Калпана Чаула | Космически полети на Калпана Чаула | Космически полети на Калпана Чаула | Космически полети на Калпана Чаула     | Космически полети на Калпана Чаула   | Космически полети на Калпана Чаула |
| №                                                                | Дата                               | КК                                 | Емблема на мисията                 | Функции                                | Продължителност                      |                                    |
| ---------------------------------------------------------------- | ---------------------------------- | ---------------------------------- | ---------------------------------- | -------------------------------------- | ------------------------------------ | ---------------------------------- |
| 1                                                                | 19 ноември 1997                    | „Колумбия“, мисия STS-87           |                                    | Специалист на мисията                  | 15 денонощия 16 часа 35 мин 01 сек.  |                                    |
| 2                                                                | 16 януари 2003                     | „Колумбия“, мисия STS-107          |                                    | Специалист на мисията, Бордови инженер | 15 денонощия 22 часа 20 мин. 32 сек. |                                    |
| Сумарно време в космоса – 31 денонощия 14 часа 54 мин. и 33 сек. |                                    |                                    |                                    |                                        |                                      |                                    |

По време на втората мисия космическата совалка Колумбия се разпада осем минути преди заплануваното приземяване. Калпана Чаула загива на 41 г. възраст заедно с останалите шестима астронавти от седемчленния екипаж на космическия кораб.

## Награди
- На 3 февруари 2004 г., Калпана Чаула е наградена (посмъртно) от Конгреса на САЩ с Космически медал на честта – най-високото гражданско отличие за изключителни заслуги в областта на аерокосмическите изследвания.
- Медал на НАСА за участие в космически полет.
- Медал на НАСА за изключителна служба.